# Supercalifragilisticexpialidocious
Supercalifragilisticexpialidocious is een woord in het gelijknamige lied uit de musicalfilm Mary Poppins. Het van oorsprong Engelstalige lied is geschreven door de Sherman Brothers en werd gezongen door Julie Andrews en Dick Van Dyke. Een Nederlandse versie werd opgenomen door het Cocktail Trio (met verhoogde stemmen).
Een van de Nederlandse vertalingen is Superformiweldigeindefantakolosachtig. In de musical wordt Supercalifragilisticexpialidasties gebruikt. In de Nederlands gesproken film gebruikt men Superkwalikwantiviaextraquasiotisch. Datzelfde woord wordt ook gebruikt in de Nederlandse ondertiteling van de dvd-versie van de film. In sommige vertalingen werd ook 'supercrimifantaweldigeindefabelozig' gebruikt.

## Oorsprong
Volgens Richard M. Sherman, samen met zijn broer Robert schrijver van het lied, was het lied in twee weken tijd bedacht.
Het Engelse woord bestaat uit de volgende elementen: super- "boven", cali- "schoonheid", fragilistic- "delicaat", expiali- "goedmaken", and docious- "leerbaar", waarbij de woorden tezamen "Atoning for educability through delicate beauty" zouden betekenen. In de film van Walt Disney uit 1964 wordt het gedefinieerd als "Wat je zegt wanneer je niet weet wat te zeggen" ("what you say when you don't know what to say").
Het Nederlandse woord superformiweldigeindefantakolosachtig kan gezien worden als een combinatie van de woorden super, formidabel, geweldig, het einde, fantastisch, kolossaal en reusachtig (of eventueel: prachtig). Dit zijn allemaal woorden met een positieve betekenis. Volgens de Nederlandse versie van het lied is het dan ook "weer wat anders dan reusachtig, mooi en prachtig" en "als je nou van iets wil zeggen dat het alles slaat, is dit het woord hoewel het niet in woordenboeken staat".

## Langste woord
Het woord Supercalifragilisticexpialidocious wordt met zijn 34 letters gezien als een van de langste woorden in de Engelse taal. Het woord volgt de Engelse spellingsregels niet en zou eigenlijk opgesplitst moeten worden in twee woorden, supercalifragilistic en expialidocious. Om deze reden wordt het vaak niet als één woord gezien.

## Gebruik in populaire cultuur
- In sommige versies van Microsoft Word wordt supercalifragilisticexpialidocious gezien als een correct gespeld woord.
- Komediant Bob Flanagan creëerde zijn eigen versie van het lied, Super-masochistic Bob has cystic fibrosis.
- Dance Rock-band Cobra Starship gebruikte het woord in een parodie van Gwen Stefani's Hollaback Girl, getiteld Hollaback Boy.
- Annie (Scarlett Johansson), vertelt haar leerling Greyer, dat "supercalifragilisticexpialidocious" het langste woord is in de Engelse taal, in de film The Nanny Diaries.
- In een Saturday Night Live skit zegt Chris Farley "Supercalifragilisticexpialidoc".
- De groep The Capitol Steps heeft verscheidene parodieën van het woord en het lied geschreven, zoals SuperCaliforniaRecallFreakShowWasAtrocious, SuperJealousFragileMissWithSexualNeurosis, SuperCallousMeanAndNastyRightWingLegislation en SuperFranticUnproductiveNothingLegislation.
- Alvin and the Chipmunks zongen het lied op de cd's Alvin and the Chipmunks Greatest Hits: Still Squeaky After All These Years en The Chipmunks Go To The Movies.
- Graeme Garden zong het lied op de melodie van Beethovens 9de symfonie op BBC Radio 4.
- Punkrockband The Vandals bracht een cover van het lied uit in 1995 met Live Fast, Diarrhea.
- Simpsoncalifragilisticexpiala(Annoyed Grunt)cious is de dertiende aflevering uit het achtste seizoen van The Simpsons, een parodie op Mary Poppins.
- Het Britse duo Amateur Transplants maakte een parodie van het lied genaamd Paracetamoxyfrusebendroneomycin.
- In het nummer Stoner Hater van de band Scars on Broadway begint de tekst met dit woord en het wordt later nog een paar keer herhaald.
- In de eerste versie van het nummer Good Evening van Mac Miller wordt het woord ook gebruikt.